# 가경천
가경천(佳景川)은 청주시 서원구 남이면 석실리 및 석판리에서 발원하여 가경동 방향으로 북류하다가 대농 근처에서 석남천과 합류하는 미호천의 지류이다.